# Tapolyradvány
Tapolyradvány (szlovákul: Radvanovce) község Szlovákiában, az Eperjesi kerületben, a Varannói járásban.

## Fekvése
Eperjestól 20 km-re északkeletre, a Tapoly mellett található.

## Története
A település valószínűleg már a 11. században is létezett. 1349-ben említik először, amikor több nemesi család birtoka volt. A 14. és 15. században területén vár állt, melynek ma csak romjai láthatók. 1600-ban 13 ház állt a faluban. 1715-ben 6, 1720-ban 7 adózója volt.
A 18. század végén Vályi András így ír róla: „RADVÁNY. Radvanovcze. Tót falu Sáros Vármegyében, földes Urai Semsey, és több Uraságok, lakosai katolikusok, ’s másfélék is, fekszik Hanusfalvához nem meszsze, mellynek filiája, földgyei jók, réttye kétszer kaszáltatik, fája is van mind a’ kétféle, piatza sem meszsze lévén, első osztálybéli.”
1828-ban 27 házában 215 lakos élt.
Fényes Elek 1851-ben kiadott geográfiai szótárában így ír a faluról: „Radvány, tót falu, Sáros vmegyében, Hanusfalva fil., 85 kath., 72 evang., 7 zsidó lak.. F. u. többen. Ut. post. Eperjes.”
A trianoni diktátumig Sáros vármegye Girálti járásához tartozott.

## Népessége
| Év:            | 1994. | 2004.   | 2014.    | 2024.   |
| -------------- | ----- | ------- | -------- | ------- |
| Emberek száma: | 176   | 190     | 211      | 213     |
| Eltérés:       |       | +7,95 % | +11,05 % | +0,94 % |

| Év:            | 2023. | 2024.   |
| -------------- | ----- | ------- |
| Emberek száma: | 215   | 213     |
| Eltérés:       |       | -0,93 % |

1910-ben 208, túlnyomórészt szlovák lakosa volt.
2001-ben 185 lakosából 168 szlovák volt.
2011-ben 212 lakosából 208 szlovák.

## Nevezetességei
- A falutól északra emelkedő hegyen a 15. században lerombolt vár nyomai láthatók.